# Miss Islas Caimán
Miss Islas Caimán (en inglés: Miss Cayman Islands) es un concurso de belleza nacional en las Islas Caimán. Se encarga de seleccionar a las representantes del país para los concursos Miss Universo, Miss Mundo y Miss Supranacional.

## Ganadoras
| Año  | Miss Islas Caimán          | Procedencia |
| ---- | -------------------------- | ----------- |
| 1932 | Gleeda Coe                 | George Town |
| 1977 | Patricia Jackson-Patiño    | George Town |
| 1978 | Wendy Daykin               | George Town |
| 1979 | Jennifer Jackson           | George Town |
| 1980 | Delia Walter               | George Town |
| 1981 | Donna Myrie                | George Town |
| 1982 | Maureen Lewis              | George Town |
| 1983 | Effie Ebanks               | George Town |
| 1984 | Thora Crighton             | George Town |
| 1985 | Emily Hurlston             | George Town |
| 1986 | Deborah Cridland           | George Town |
| 1987 | Désirée Hunter             | George Town |
| 1988 | Carol-Ann Balls            | George Town |
| 1989 | Tricia Whittaker           | George Town |
| 1990 | Bethea Christian           | George Town |
| 1991 | Yvette Jordison            | George Town |
| 1992 | Pamela Ebanks              | George Town |
| 1993 | Audry Ebanks               | George Town |
| 1994 | Anita Bush                 | George Town |
| 1995 | Tasha Ebanks               | George Town |
| 1997 | Cassandra Powell           | George Town |
| 1998 | Gemma McLaughlin           | George Town |
| 1999 | Mona Lisa Tatum            | George Town |
| 2000 | Jacqueline Bush            | George Town |
| 2001 | Shannon McLean             | East End    |
| 2003 | Nichelle Welcome           | George Town |
| 2004 | Stacey-Ann Kelly           | George Town |
| 2006 | Ambuyah Ebanks             | George Town |
| 2007 | Rebecca Parchment          | George Town |
| 2008 | Nicosia Lawson             | George Town |
| 2010 | Cristin Alexander          | George Town |
| 2011 | Lindsay Japal              | George Town |
| 2015 | Tonie Chisholm             | North Side  |
| 2016 | Monyque Brooks             | George Town |
| 2017 | Anika Conolly              | West Bay    |
| 2018 | Caitlin Tyson              | Gran Caimán |
| 2019 | Kadejah Bodden             | Bodden Town |
| 2020 | Mariah Tibbetts            | Bodden Town |
| 2021 | Georgina Kerford           | George Town |
| 2022 | Tiffany Conolly Destituida | West Bay    |
| 2022 | Chloe Powery-Doxey         | George Town |
| 2023 | Ileann Powery              | West Bay    |
| 2024 | Raegan Rutty               | East End    |
| 2025 | Tahiti Seymour             | Bodden Town |

## Representación internacional

### Miss Universo Islas Caimán
: Declarada como ganadora
     : Terminó como finalista
     : Terminó como una de las semifinalistas o cuartofinalistas
     : Terminó como ganadora de premios especiales
| Año                           | Miss Universo Islas Caimán | Posición en Miss Universo                    | Premios especiales                           |                                              |
| ----------------------------- | -------------------------- | -------------------------------------------- | -------------------------------------------- | -------------------------------------------- |
| 2025                          | Tahiti Seymour             | Por competir                                 | Por competir                                 |                                              |
| 2024                          | Raegan Rutty               | No clasificó                                 | - Voice for Change (finalista)               |                                              |
| 2023                          | Ileann Powery              | No clasificó                                 |                                              |                                              |
| 2022                          | Chloe Powery-Doxey         | No clasificó                                 |                                              |                                              |
| 2022                          | Tiffany Conolly            | Destituida tras enfrentar cargos de agresión | Destituida tras enfrentar cargos de agresión | Destituida tras enfrentar cargos de agresión |
| 2021                          | Georgina Kerford           | No clasificó                                 |                                              |                                              |
| 2020                          | Mariah Tibbetts            | No clasificó                                 |                                              |                                              |
| 2019                          | Kadejah Bodden             | No clasificó                                 |                                              |                                              |
| 2018                          | Caitlin Tyson              | No clasificó                                 |                                              |                                              |
| 2017                          | Anika Conolly              | No clasificó                                 |                                              |                                              |
| 2016                          | Monyque Brooks             | No clasificó                                 |                                              |                                              |
| 2015                          | Tonie Chisholm             | No clasificó                                 |                                              |                                              |
| No compitió entre 2013 y 2014 |                            |                                              |                                              |                                              |
| 2012                          | Lindsay Japal              | No clasificó                                 |                                              |                                              |
| 2011                          | Cristin Alexander          | No clasificó                                 |                                              |                                              |
| 2010                          | No compitió                | No compitió                                  | No compitió                                  |                                              |
| 2009                          | Nicosia Lawson             | No clasificó                                 |                                              |                                              |
| 2008                          | Rebecca Parchment          | No clasificó                                 |                                              |                                              |
| 2007                          | No compitió                | No compitió                                  | No compitió                                  |                                              |
| 2006                          | Ambuyah Ebanks             | No clasificó                                 |                                              |                                              |
| 2005                          | No compitió                | No compitió                                  | No compitió                                  |                                              |
| 2004                          | Stacey-Ann Kelly           | No clasificó                                 |                                              |                                              |
| 2003                          | Nichelle Welcome           | No clasificó                                 |                                              |                                              |
| 2002                          | Shannon McLean             | No clasificó                                 |                                              |                                              |
| 2001                          | Jacqueline Bush            | No clasificó                                 |                                              |                                              |
| 2000                          | Mona Lisa Tatum            | No clasificó                                 |                                              |                                              |
| 1999                          | Gemma McLaughlin           | No clasificó                                 |                                              |                                              |
| No compitió entre 1997 y 1998 |                            |                                              |                                              |                                              |
| 1996                          | Tasha Ebanks               | No clasificó                                 |                                              |                                              |
| 1995                          | Anita Bush                 | No clasificó                                 |                                              |                                              |
| 1994                          | Audry Ebanks               | No clasificó                                 |                                              |                                              |
| 1993                          | Pamela Ebanks              | No clasificó                                 |                                              |                                              |
| 1992                          | Yvette Jordison            | No clasificó                                 |                                              |                                              |
| 1991                          | Bethea Christian           | No clasificó                                 |                                              |                                              |
| 1990                          | Tricia Whittaker           | No clasificó                                 |                                              |                                              |
| 1989                          | Carol-Ann Balls            | No clasificó                                 |                                              |                                              |
| No compitió entre 1986 y 1988 |                            |                                              |                                              |                                              |
| 1985                          | Emily Hurlston             | No clasificó                                 |                                              |                                              |
| 1984                          | Thora Crighton             | No clasificó                                 |                                              |                                              |
| 1983                          | Effie Ebanks               | No clasificó                                 |                                              |                                              |
| 1982                          | Maureen Lewis              | No clasificó                                 | - Miss Simpatía                              |                                              |
| 1981                          | Donna Myrie                | No clasificó                                 |                                              |                                              |
| 1980                          | Dealia Walter              | No clasificó                                 | - Miss Simpatía                              |                                              |

### Miss Mundo Islas Caimán
: Declarada como ganadora
     : Terminó como finalista
     : Terminó como una de las semifinalistas o cuartofinalistas
     : Terminó como ganadora de premios especiales
Desde 2018, la Miss Mundo Islas Caimán es seleccionada por un concurso separado. Antes, la ganadora de Miss Islas Caimán o una finalista iba al Miss Mundo.
| 2025                          | Jada Ramoon | No clasificó | |                                |                                |
| 2025                          | Latecia Bush | No compitió | No compitió |                                |                                |
| 2024                          | El concurso no se llevó a cabo | El concurso no se llevó a cabo | El concurso no se llevó a cabo | El concurso no se llevó a cabo | El concurso no se llevó a cabo |
| 2023                          | Leanni Tibbets | No clasificó | |                                |                                |
| 2022                          | Miss Mundo 2021 se reprogramó para el 16 de marzo de 2022 debido al brote de pandemia de COVID-19 en Puerto Rico, no comenzó ninguna edición en 2022 | Miss Mundo 2021 se reprogramó para el 16 de marzo de 2022 debido al brote de pandemia de COVID-19 en Puerto Rico, no comenzó ninguna edición en 2022 | Miss Mundo 2021 se reprogramó para el 16 de marzo de 2022 debido al brote de pandemia de COVID-19 en Puerto Rico, no comenzó ninguna edición en 2022 |                                |                                |
| 2021                          | Rashana Hydes | No clasificó | - Desafío Head-to-Head (Ronda 2) |                                |                                |
| 2020                          | Debido al impacto de la pandemia de COVID-19, no hubo concurso en 2020                                                                               | Debido al impacto de la pandemia de COVID-19, no hubo concurso en 2020                                                                               | Debido al impacto de la pandemia de COVID-19, no hubo concurso en 2020                                                                               |                                |                                |
| 2019                          | Jaci Patrick | No clasificó | |                                |                                |
| 2018                          | Kelsie Woodman-Bodden | No clasificó | |                                |                                |
| 2017                          | Kristin Amaya | No clasificó | |                                |                                |
| 2016                          | Monyque Brooks | No clasificó | - Deportes (Top 24) |                                |                                |
| No compitió entre 2012 y 2015 | | | |                                |                                |
| 2011                          | Lindsay Japal | No clasificó | - Talento (Top 20) |                                |                                |
| 2010                          | Cristin Alexander | No clasificó | |                                |                                |
| 2009                          | No compitió | No compitió | No compitió | No compitió                    | No compitió                    |
| 2008                          | Nicosia Lawson | No clasificó | - Talento (Top 18) |                                |                                |
| 2007                          | Rebecca Parchment | No clasificó | |                                |                                |
| 2006                          | Ambuyah Ebanks | No clasificó | - Deportes (Top 27) |                                |                                |
| 2005                          | No compitió | No compitió | No compitió | No compitió                    | No compitió                    |
| 2004                          | Stacy-Ann Kelly | No clasificó | |                                |                                |
| 2003                          | Nichelle Welcome | No clasificó | |                                |                                |
| 2002                          | No compitió | No compitió | No compitió | No compitió                    | No compitió                    |
| 2001                          | Shannon McLean | No clasificó | |                                |                                |
| 2000                          | Jacqueline Bush | No clasificó | |                                |                                |
| 1999                          | Mona Lisa Tatum | No clasificó | |                                |                                |
| 1998                          | Gemma McLaughlin | No clasificó | |                                |                                |
| 1997                          | Cassandra Powell | No clasificó | |                                |                                |
| 1996                          | No compitió | No compitió | No compitió | No compitió                    | No compitió                    |
| 1995                          | Tasha Ebanks | No clasificó | |                                |                                |
| 1994                          | Anita Bush | No clasificó | - Miss Mundo Caribe |                                |                                |
| 1993                          | Audry Ebanks | No clasificó | |                                |                                |
| 1992                          | Pamela Ebanks | No clasificó | |                                |                                |
| 1991                          | Yvette Jordison | No clasificó | |                                |                                |
| 1990                          | Bethea Christian | No clasificó | |                                |                                |
| 1989                          | Michele Garcia | No clasificó | |                                |                                |
| 1988                          | Melisa McTaggart | No clasificó | |                                |                                |
| 1987                          | Désirée Hunter | No clasificó | |                                |                                |
| 1986                          | Deborah Cridland | No clasificó | |                                |                                |
| 1985                          | Emily Hurlston | No clasificó | |                                |                                |
| 1984                          | Thora Crighton | No clasificó | |                                |                                |
| 1983                          | Effie Ebanks | No clasificó | |                                |                                |
| 1982                          | Maureen Lewis | Top 15 | - Miss Personalidad |                                |                                |
| 1981                          | Donna Myrie | No clasificó | |                                |                                |
| 1980                          | Delia Walter | No clasificó | |                                |                                |
| 1979                          | Jennifer Jackson | No clasificó | |                                |                                |
| 1978                          | Wendy Daykin | No clasificó | - Miss Personalidad |                                |                                |
| 1977                          | Patricia Jackson-Patiño | No clasificó | |                                |                                |

### Miss Supranacional Islas Caimán
: Declarada como ganadora
     : Terminó como finalista
     : Terminó como una de las semifinalistas o cuartofinalistas
     : Terminó como ganadora de premios especiales
| Año  | Miss Supranacional Islas Caimán | Posición en Miss Supranacional | Premios especiales |
| ---- | ------------------------------- | ------------------------------ | ------------------ |
| 2024 | Jaci Patrick                    | No clasificó                   |                    |
| 2023 | Melissa Bridgemohan             | No clasificó                   |                    |